# かいふ農業協同組合
かいふ農業協同組合（かいふのうぎょうきょうどうくみあい、通称JAかいふ）は、徳島県海部郡牟岐町に本所を置いていた農業協同組合。

## 業務区域
- 徳島県海部郡

## 沿革
- 1999年4月1日 - 海部郡農業協同組合と牟岐（牟岐町ではない）農業協同組合が合併し、かいふ農業協同組合として設立。

- 2024年4月1日 -かいふ農業協同組合と板野郡農業協同組合、名西郡農業協同組合、阿南農業協同組合、徳島北農業協同組合、阿波市農業協同組合、麻植郡農業協同組合、美馬農業協同組合、阿波みよし農業協同組合が合併し、徳島県農業協同組合が設立[1]。なおこの合併を巡っては、板野郡農協の総代会では合併反対が2割以上を占めていた[2]。